# Souto da Carpalhosa e Ortigosa
Souto da Carpalhosa e Ortigosa (oficialmente: União das Freguesias de Souto da Carpalhosa e Ortigosa) é uma freguesia portuguesa do município de Leiria, com 42,21 km² de área e 5579 habitantes (censo de 2021). A sua densidade populacional é 132,2 hab./km².

## História
Foi constituída em 2013, no âmbito de uma reforma administrativa nacional, pela agregação das antigas freguesias de Souto da Carpalhosa e Ortigosa e tem a sede em Souto da Carpalhosa.

## Demografia
A população registada nos censos foi:
| Distribuição da População por Grupos Etários | Distribuição da População por Grupos Etários | Distribuição da População por Grupos Etários | Distribuição da População por Grupos Etários | Distribuição da População por Grupos Etários | Distribuição da População por Grupos Etários |
| -------------------------------------------- | -------------------------------------------- | -------------------------------------------- | -------------------------------------------- | -------------------------------------------- | -------------------------------------------- |
| Antes da agregação                           |                                              |                                              |                                              |                                              |                                              |
| Ano                                          | 0-14 anos                                    | 15-24 anos                                   | 25-64 anos                                   | >= 65 anos                                   | Total                                        |
| 2001                                         | 1063                                         | 861                                          | 3029                                         | 867                                          | 5820                                         |
| 2011                                         | 904                                          | 733                                          | 3136                                         | 1061                                         | 5834                                         |
| Após a agregação                             |                                              |                                              |                                              |                                              |                                              |
| Ano                                          | 0-14 anos                                    | 15-24 anos                                   | 25-64 anos                                   | >= 65 anos                                   | Total                                        |
| 2021                                         | 727                                          | 595                                          | 2928                                         | 1329                                         | 5579                                         |

## Património
- Agromuseu Municipal Dona Julinha
- Igreja Matriz
- Capela da Sra. da Vitória
- Capela Sra. da Paz
- Fontes de Santo Amaro
- Igreja Matriz, com imagem de São Salvador
- Ermida de Santo António de invocação de N. Sra da Portela
- Ermida de São Martinho feita no ano de 1516
- Capelinha da Nossa Senhora da Boa Morte
- Mata Nacional da Charneca do Nicho
- Residência Paroquial
- Igreja Senhor Jesus dos Aflitos (Vale da Pedra)
- Nascentes de Água Doce e Água Salgada (Vale do Lis)

## Lugares pertencentes à freguesia de Souto da Carpalhosa e Ortigosa
Ameixoeira, Arroteia, Assenha, Atalho, Camarneira, Carpalhosa, Casal, Casal Telheiro, Chã da Laranjeira, Conqueiros, Estremadouro, Jã da Rua, Lagoa, Lameira, Marinha, Moita da Roda, Monte Agudo, Ortigosa, Pêga, Penedo, Picoto, Relva, Relvinhas, Riba d’Aves, Ruivaqueira, Sargaçal, São Bento, São Miguel, Souto da Carpalhosa, Vale da Pedra e Várzeas.